# Paruline azurée
Setophaga cerulea
Espèce
Statut de conservation UICN

 NT A3bc : Quasi menacé
La Paruline azurée (Setophaga cerulea, anciennement Dendroica cerulea) est une espèce de passereaux de la famille des Parulidae.

## Description
Comme son nom l'indique, le mâle adulte a le dos bleu azuré. Le dessous est blanc, les flancs sont rayés et la gorge est barrée d’une bande bleu noir. La femelle est plus terne avec le dessus du corps d'un bleu verdâtre, et le dessous blanchâtre avec parfois une teinte jaune pâle. Les adultes des deux sexes possèdent deux barres alaires blanches et leur queue est tachetée de blanc. La Paruline azurée pèse en général de 8 à 10 grammes, et la longueur totale de son corps est de 10 à 12,5 centimètres.

## Répartition

zone de nidification
zone d'hivernage

La Paruline azurée niche dans le sud de l'Ontario, le sud du Québec en passant par l'est et le centre des États-Unis jusqu'au Texas et la Géorgie au sud. La Paruline azurée passe l’hiver dans la cordillère des Andes, en Amérique du Sud, depuis la Colombie et le Venezuela jusqu'au Pérou à l'ouest et jusqu'au nord de la Bolivie.

## Habitat et comportements

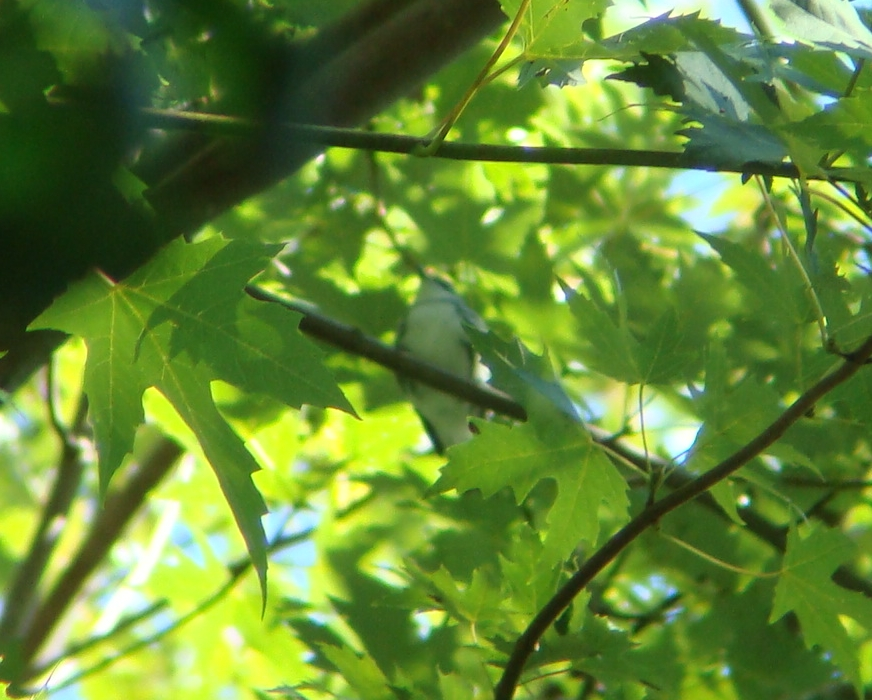
Les Paruline azurée ont tendance à rester en haut des arbres, ce qui, combiné aux caractéristiques de leur plumage bleu, les rend difficiles à observer. La photo représente un individu du Michigan

Le Paruline azurée fréquente la canopée de vastes peuplements de feuillus matures.
Le nid est souvent posé très haut (entre 7 et 18 mètres) sur une branche horizontale. Pour le construire, la femelle utilise de fines matières végétales, des lichens et des toiles d'araignées. La femelle pond entre 3 et 5 œufs qu'elle incube environ 13 jours. Le mâle et la femelle prodiguent des soins aux jeunes.
Au Canada, cette espèce est considérée comme ayant un statut « préoccupant » d'après la Loi sur les espèces en péril. Elle est également considérée comme rare ou en déclin dans plusieurs régions des États-Unis.

## Menaces
La dégradation de l'habitat par le changement d'utilisation des terres est la principale menace pour cette espèce. (Hamel 2000, Buehler et al. 2013). L'exploitation minière à ciel ouvert constitue une menace connue, mais encore incontrôlée, sur les aires de reproduction, principalement en Virginie-Occidentale, en Virginie, au Tennessee et au Kentucky (G. Butcher in litt. 2003). Sur les aires d'hivernage, l'habitat est menacé par la conversion à d'autres utilisations des terres telles que les pâturages (Hamel 2000, Buehler et al. 2013). 